# 杉久保遺跡
杉久保遺跡（すぎくぼいせき）は、長野県上水内郡信濃町野尻の野尻湖底と湖畔に位置する旧石器時代の遺跡。野尻湖遺跡群の1つ。出土石器は信濃町指定有形文化財。

## 概要
遺跡は、野尻湖北岸の湖底（冬は干潟となる）から湖畔にかけて分布している。1962年（昭和37年）から1965年（昭和40年）に芹沢長介らによって発掘調査された。ナイフ形石器の分類のひとつ「杉久保型」の由来であり、その石器は石器研究の基準資料となっている。この杉久保型は、 縦型石刃の先端部及び基部への刃潰し加工したものであり、主に中部地方北部から東北地方にかけて分布する。
1966年（昭和41年）に湖畔に町営駐車場が建設された際も発掘調査が行われているが、これにより遺跡中心部は消滅したと考えられている。1990年（平成2年）に町営駐車場での公衆トイレ新設にあたり再び発掘調査され、旧石器時代の彫器、石刃、石斧など53点が出土したが、ほとんどが2次堆積した遺物であり、旧石器時代本来の遺物包含層は検出されなかった。